# Taunus
Taunus là một dãy núi ở Hessen, Đức nằm ở phía bắc của Frankfurt. Đỉnh cao nhất trong dãy là Großer Feldberg ở 878 m; các đỉnh núi đáng chú ý khác là Kleiner Feldberg (825 m) và Altkönig (798 m).
Dãy núi Taunus trải dài trên các huyện Hochtaunuskreis, Main-Taunus, Rheingau-Taunus, Limburg-Weilburg, và Rhein-Lahn.. Dãy núi này nổi tiếng với các nguồn nước địa nhiệt và nước khoáng chất, trước đây thu hút các thành viên của tầng lớp quý tộc châu Âu đến các thị trấn nghỉ mát.

## Hình ảnh

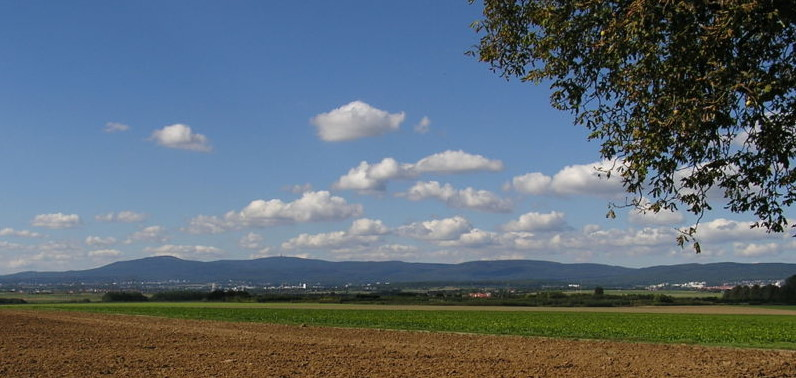
Dãy Taunus với Grosser Feldberg nhìn từ Karben
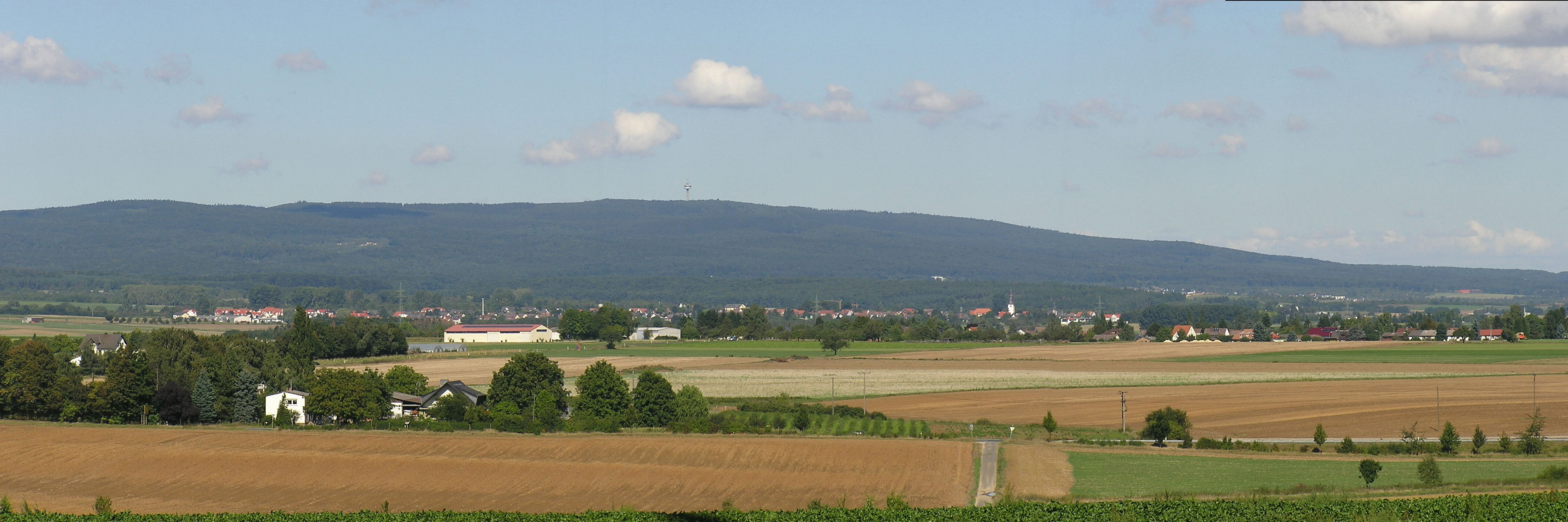
Winterstein và tháp trên Steinkopf nhìn từ Karben
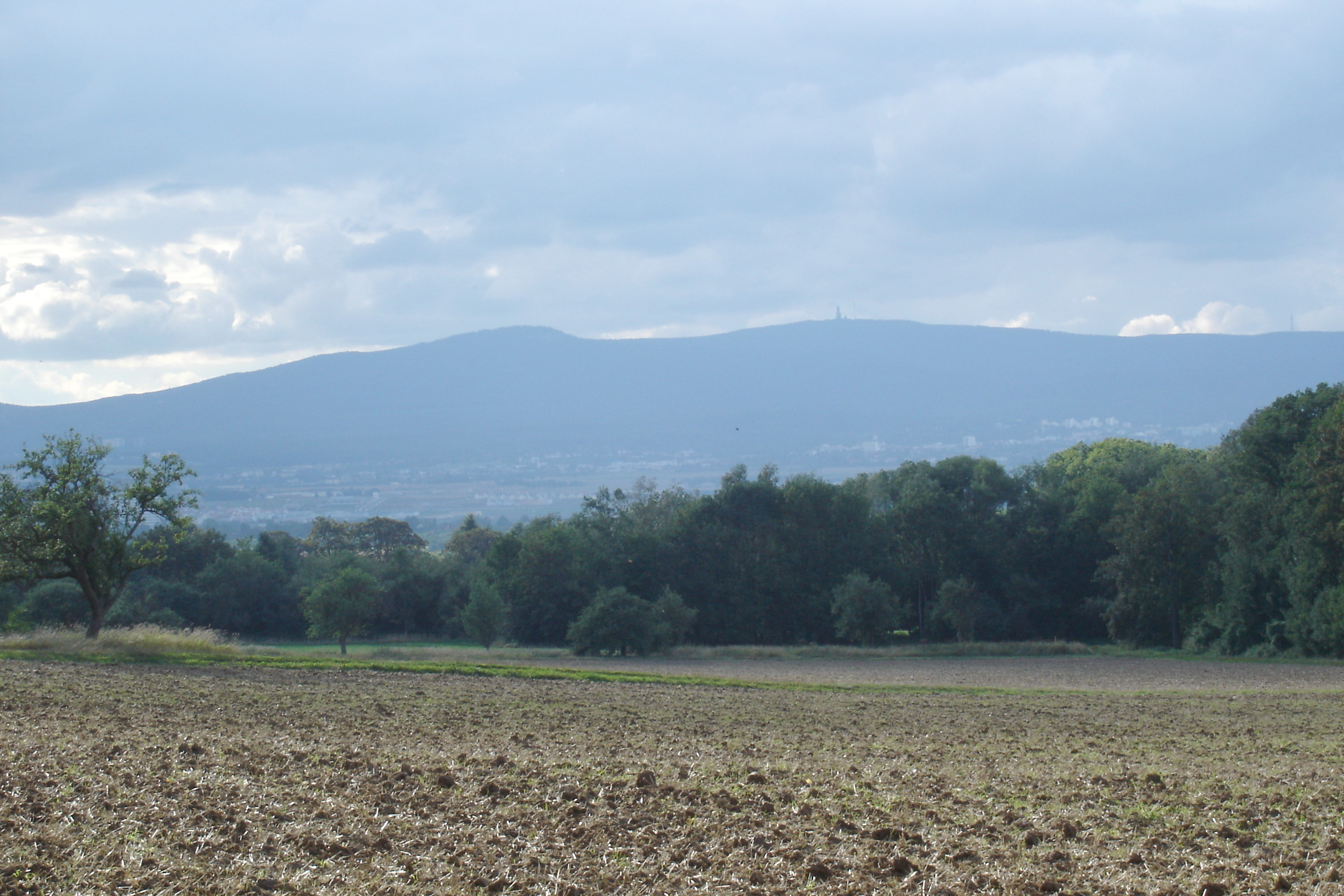
Nhìn từ trên đỉnh của Frankfurt tới Altkönig và Grosser Feldberg
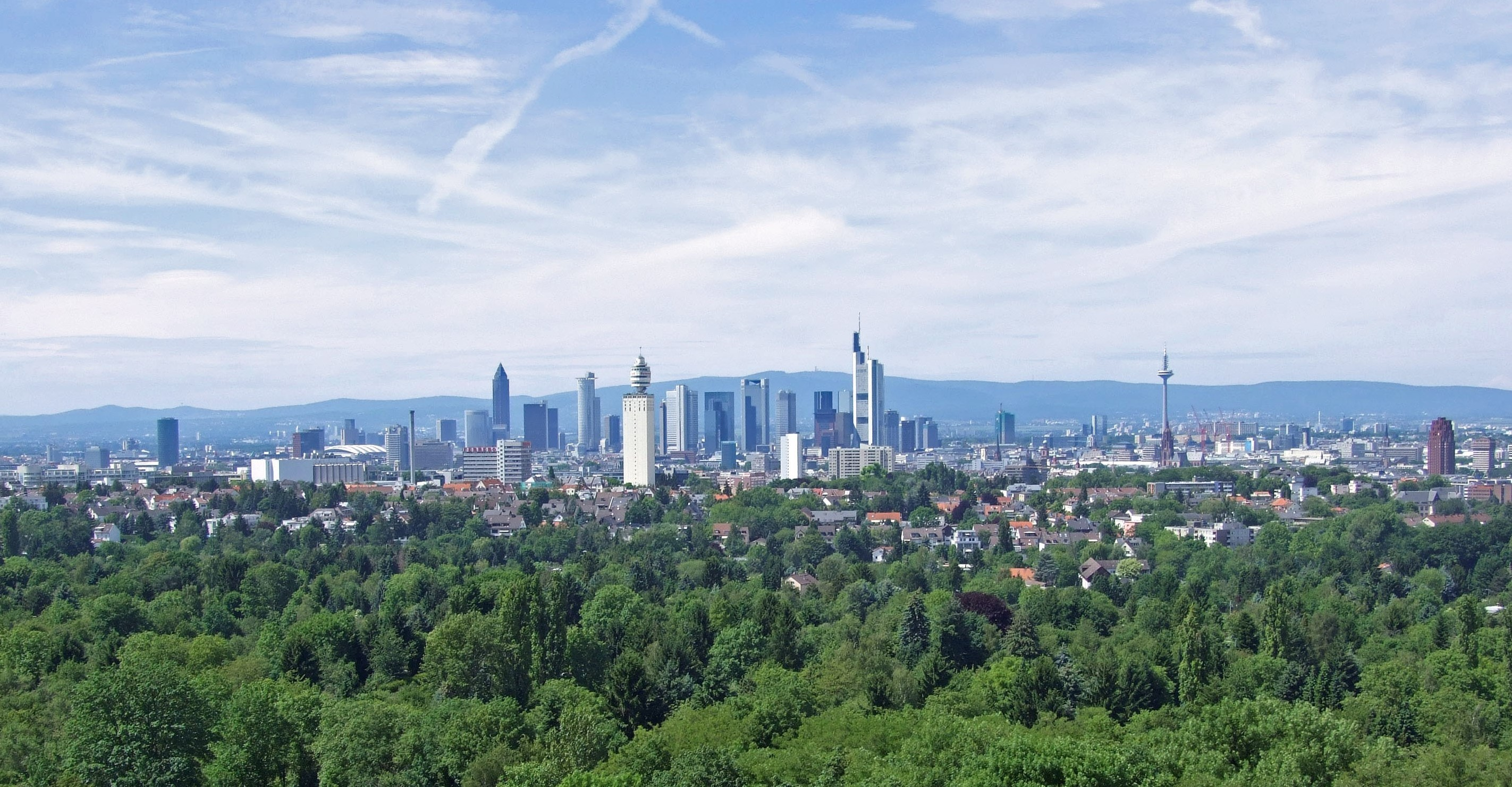
Frankfurt am Main, với dãy Taunus ở đằng sau